# Черепеніна Христина Володимирівна
Христи́на Черепе́ніна — українська спортивна гімнастка.

## З життєпису
Народилась 1991 року.
2006 року на юніорському чемпіонаті України здобула бронзову нагороду. Того ж року на змаганнях у Прато (Італія) посіла 2 місце.
Представляла Україну на літніх Олімпійських іграх 2008 року в Пекіні. 2009 року зазнала травми ноги.
Станом на 2013 рік представляла Луганську область.